# Sobirà Congrés Mexicà Constituent
El Sobirà Congrés Mexicà Constituent fou el primer congrés del poder legislatiu a Mèxic.

## Història

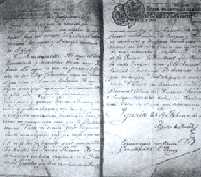
El Pla d'Iguala

El Sobirà Congrés Mexicà Constituent (també conegut com a Primer Congrés Nacional o Primer Congrés General) va ser creat el 24 de febrer de 1822 instituït per 102 membres després de la dissolució de la Junta Sobirana Provisional Governativa per reconèixer i classificar els documents que presentin els diputats triats per les províncies o entitats, i rebre'ls el jurament que han d'atorgar per a la seva incorporació al congrés per a la seva legislació.

### Atribucions
Entre les principals funcions es destaquen les següents;
1. Administrar duanes, fons i crèdits, inversions i la indústria.
2. Triar als individus del suprem Tribunal de Justícia.
3. Triar als generals de divisió de guerra.
4. Triar als ministres públics.
5. Examinar i discutir els projectes de llei.
6. Crear, Derogar i Sancionar les lleis.
7. Regir els tractats d'aliança i comerç amb les altres nacions.
8. Crear i suprimir tribunals alterns.
9. Concedir o negar l'accés de tropes militars estrangeres.
10. Augmentar o disminuir les forces militars.
11. Dictar ordenis a l'exèrcit i milícies.
12. Administrar les despeses *ecónomicos del Govern.
13. Establir impostos i béns propis de l'Estat.
14. Batre la moneda nacional com valor, tipus i denominació.
15. Aprovar reglaments de sanitat, de seguretat o de desenvolupament.
16. Garantir la llibertat política, laboral i familiar.

## Membres

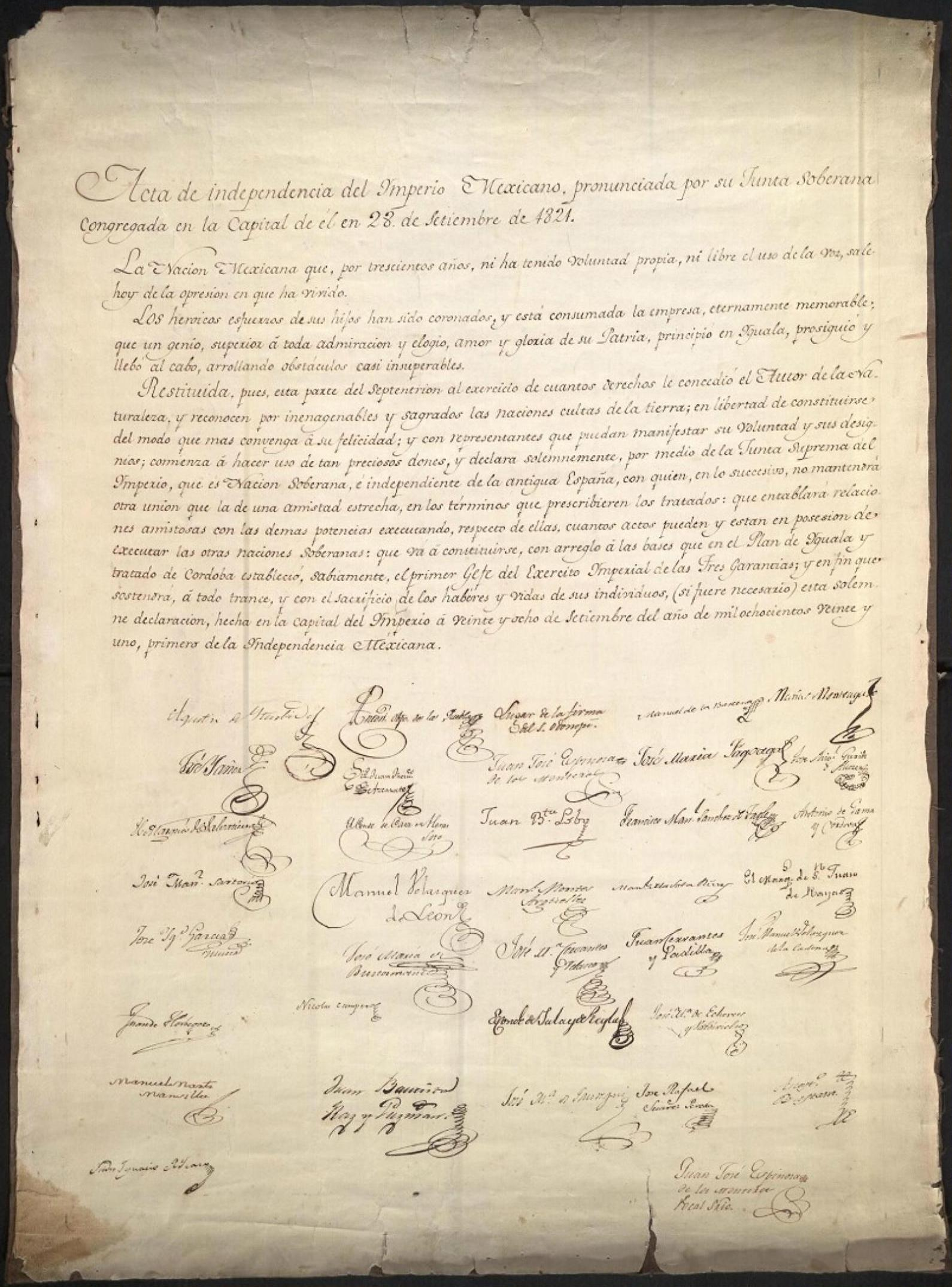
Acta d'independència

El Sobirà Congrés Mexicà Constituent estava constituït per 102 membres, els més destacats van ser;
President, José Mariano Marín (1822-1823)
Secretari,
1. José María Valentín Gómez Farías, Liberal
2. José Joaquín de Herrera, Liberal
3. José María Bocanegra y Villalpando, Liberal
4. José Ventura Melchor y Múzquiz, Liberal
5. José Francisco Severo Maldonado
6. Lorenzo de Zavala y Sáenz
7. José Manuel Rafael Nepomuceno
8. Félix Osores de Sotomayor García
9. Francisco Manuel Sánchez de Tagle
10. Manuel de Mier y Terán
11. Andrés Quintana Roo
12. Simón Elías González
13. Manuel de la Torre Lloreda
14. Gaspar de Ochoa
15. Manuel Crescencio Rejón y Alcalá
16. Toribio González y Ramírez

## Grups polítics
Al congrés van existir 4 grups polítics (integrat en la seva majoria per liberals);
- Insurgents, Aquest grup, estava format pels pels antics insurgents que havien lluitat per la independència de Mèxic i que es trobaven descontentaments, a causa que no van ser ateses les seves sol·licituds d'ocupació i la indemnització o recompensa pels seus serveis.
- Borbònists, Aquest grup, estava format per aquells que volien que el rei espanyol Fernando VII, ocupés el tron imperial de Mèxic i no Agustin de Iturbide.
- Republicans, Aquest grup, estava format per aquells que volien establir una república.
- Iturbidists, Aquest grup, estava format per aquells que recolzaven a l'imperi establert amb el suport de l'església.